# Anselme François Fleury
Pour les articles homonymes, voir Fleury.
Anselme François Fleury est un homme politique français né le 18 avril 1801 à Nantes (Loire-Inférieure) et mort le 25 juillet 1881 à La Chapelle-sur-Erdre (Loire-Inférieure).

## Biographie
Anselme François Fleury est le fils de Jean-Baptiste Fleury, sieur de Quiry, propriétaire à La Chapelle-sur-Erdre, et de Thérèse Terrien.
Riche négociant, membre du conseil général de la Loire-Inférieure et maire de La Chapelle-sur-Erdre (1843-1870), il est élu député de la Loire-Inférieure au Corps législatif, s'associe au rétablissement de l'Empire, et fait partie, jusqu'en 1870, de la majorité dynastique, ayant été constamment réélu, toujours comme candidat officiel, jusqu'à la chute du Second Empire.
Président du conseil général de la Loire-Inférieure de 1867 à 1869, il était officier de la Légion d'honneur.

## Sources
- « Anselme François Fleury », dans Adolphe Robert et Gaston Cougny, Dictionnaire des parlementaires français, Edgar Bourloton, 1889-1891 [détail de l’édition]